# Pyrausta ostrinalis
Pyrausta ostrinalis là một loài bướm đêm thuộc họ Crambidae. Loài này có ở châu Âu.
Sải cánh dài 15–21 mm.